# Euastacus jagara
Euastacus jagara là một loài tôm hùm Úc trong họ Parastacidae. Nó chỉ được nghiên cứu từ 6 mẫu được thu thập ở mức độ địa phương ở Mistake Mountains, Queensland, Úc. Chúng sống trong các suối trong các khu rừng mưa bán nhiệt đới và các dòng nước này đổ vào sông Brisbane. The species is listed as critically endangered on the Sách Đỏ IUCN.